# Godswill Akpabio International Stadium
 (décembre 2023).
La mise en forme du texte ne suit pas les recommandations de Wikipédia : il faut le « wikifier ».
Les points d'amélioration suivants sont les cas les plus fréquents :
- Les titres sont pré-formatés par le logiciel. Ils ne sont ni en capitales, ni en gras.
- Le texte ne doit pas être écrit en capitales (les noms de famille non plus), ni en gras, ni en italique, ni en « petit »…
- Le gras n'est utilisé que pour surligner le titre de l'article dans l'introduction, une seule fois.
- L'italique est rarement utilisé : mots en langue étrangère, titres d'œuvres, noms de bateaux, etc.
- Les citations ne sont pas en italique mais en corps de texte normal. Elles sont entourées par des guillemets français : « et ».
- Les listes à puces sont à éviter, des paragraphes rédigés étant largement préférés. Les tableaux sont à réserver à la présentation de données structurées (résultats, etc.).
- Les appels de note de bas de page (petits chiffres en exposant, introduits par l'outil «  Source ») sont à placer entre la fin de phrase et le point final[comme ça].
- Les liens internes (vers d'autres articles de Wikipédia) sont à choisir avec parcimonie. Créez des liens vers des articles approfondissant le sujet. Les termes génériques sans rapport avec le sujet sont à éviter, ainsi que les répétitions de liens vers un même terme.
- Les liens externes sont à placer uniquement dans une section « Liens externes », à la fin de l'article. Ces liens sont à choisir avec parcimonie suivant les règles définies. Si un lien sert de source à l'article, son insertion dans le texte est à faire par les notes de bas de page.
- La présentation des références doit suivre les conventions bibliographiques. Il est recommandé d'utiliser les modèles {{Ouvrage}}, {{Chapitre}}, {{Article}}, {{Lien web}} et/ou {{Bibliographie}}. Le mode d'édition visuel peut mettre en forme automatiquement les références.
- Insérer une infobox (cadre d'informations à droite) n'est pas obligatoire pour parachever la mise en page.

Pour une aide détaillée, merci de consulter Aide:Wikification.
Si vous pensez que ces points ont été résolus, vous pouvez retirer ce bandeau et améliorer la mise en forme d'un autre article.

Le stade international Godswill Akpabio (en Anglais : Godswill Akpabio International Stadium) qui anciennement stade international d'Akwa Ibom est un stade national omnisports situé à Uyo, la capitale de l'État d'Akwa Ibom. Le stade sert de domicile aux Super Eagles du Nigéria et de centre pour divers événements sociaux, culturels et religieux. Le contrat pour la construction du complexe du stade international d'Akwa Ibom et du village des jeux a été attribué en 2012 à Julius Berger et a été achevé en 2014. Le complexe sportif polyvalent ultramoderne de 30 000 places a été conçu sur le modèle de l'Allianz Arena.
Le gouverneur Udom Gabriel Emmanuel a rebaptisé le stade d'Akwa Ibom en stade international Godswill Obot Akpabio, immédiatement après sa cérémonie d'inauguration du 29 mai 2015 dans le stade. Godswill Akpabio était l'ancien gouverneur de l'État.

## Construction et architecture
Le contrat pour la conception du stade a été attribué à Julius Berger, une société d'ingénierie structurelle basée au Nigeria , qui était responsable de la conception architecturale, de la planification de l'exécution, ainsi que de la supervision de la construction du stade et de son entretien. Le stade, qui s'étend sur 48 hectares de terrain, présente des caractéristiques uniques telles que des sections VIP/VVIP à l'épreuve des balles, des sièges pliables, deux tableaux d'affichage numériques, des écrans de lecture numériques, des projecteurs numériques et 30 sorties de secours.

## Structure
La structure du stade est en deux phases et comprend une piste d'athlétisme de 400 m. Il s'agit de la partie pilote du développement du parc sportif d'Uyo. Le stade est entouré d'un revêtement extérieur blanc en forme de triangle qui entoure l'ensemble des tribunes. La tribune Est et les virages peuvent accueillir environ 22 500 personnes. Le salon des gouverneurs, qui peut accueillir entre 30 et 40 VVIP, est situé dans la grande tribune, au niveau 2. Le stade est construit pour accueillir un peu plus de 30 000 spectateurs, que ce soit pour des compétitions de football ou d'athlétisme, tandis que la Grande Tribune peut accueillir confortablement environ 7 500 spectateurs, y compris les VIP/VVIP. Il y a également une piste d'athlétisme à six couloirs construite spécialement pour l'entraînement des athlètes.